# 吾隘河
吾隘河，又称清水河、南丹河，位于中国广西壮族自治区西北部南丹县境内，是西江红水河段左岸支流，发源于南丹县北部六寨镇者来村，西南流至罗富乡纳巴村右纳龙腊河后转东南流，至罗富乡坑桥村左纳罗富河后转西南流，至吾隘镇西南注入红水河。干流长100千米，平均比降5.19‰，流域面积1078平方千米。